# Jerzy Mniszech

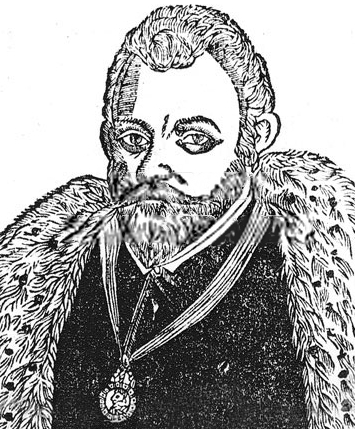
Gravat representant Jerzy Mniszech.

Jerzy Mniszech (circa 1548 - 1613) fou un noble de la Confederació de Polònia i Lituània, membre de la família Mniszchowie. Fou nomenat Krajczy koronny el 1574, castellà de Radom el 1583, voivoda del Voivodat de Sandomierz el 1590, stàrost de Lviv el 1593 i stàrost de Sambor, Sokal, Sanock i Rogatin.

## Biografia
Fou el pare de Marina Mniszech (1588-1614). És conegut per la intromissió en el Període Tumultuós al Gran Ducat de Moscou, atès que casà la seva filla amb Demetri I el Fals i després amb Demetri II el Fals.

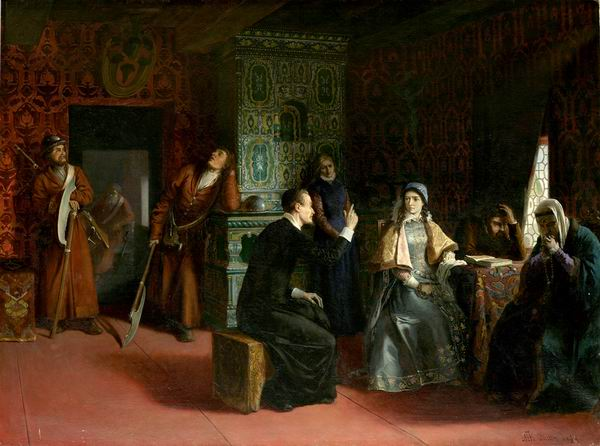
Marina Mniszech i el seu pare Jerzy Mniszech a l'exili a Iaroslavl, per Klodt von Urgenburg.

Tingué d'altres fills. La seva filla Urszula Mniszech, nascuda el 1603, es casà amb el príncep Konstanty Wisniowiecki, voivoda de Rússia (1564-1641). Anna Mniszech es casà amb Piotr Szyszkowski, castellà de Wojno. Eufrozyna Mniszech es casà amb Hermolaus Jordan. Mikołaj Mniszech amb Zofia ks. Hołowczyńska. Stefan Jan Mniszech arribà a ser stàrost de Sanok. Franciszek Bernard Mniszech fou castellà de Sadeck el 1638, stàrost sanocki i szczyrzycki, es casà amb Bàrbara de Żmigrodu Stadnicka.